# Le Fanfaron
Pour plus de détails, voir Fiche technique et Distribution.
Le Fanfaron (titre original : Il sorpasso) est un film italien de Dino Risi sorti en 1962. Ce film constitue l'une des fresques les plus représentatives de l'Italie du bien-être et du miracle économique du début des années 1960. Il est considéré comme un chef-d'œuvre de Dino Risi, de la comédie à l'italienne, et plus généralement comme un film culte du cinéma italien.

## Synopsis
À Rome, le jour férié du Ferragosto (quinze août), la ville est déserte. Bruno Cortona (Vittorio Gassman), la quarantaine vigoureuse, amateur de conduite sportive et de jolies femmes, déambule en voiture, une Lancia Aurelia B24, à la recherche d’un paquet de cigarettes et d’un téléphone public. Roberto Mariani (Jean-Louis Trintignant), un étudiant en droit resté en ville pour préparer des examens, l’accueille chez lui. Sous l’impulsion de l’exubérance et du sans-gêne de Cortona, ils entreprennent un voyage en voiture qui les emmènera vers des destinations toujours plus lointaines. Le jeune étudiant va découvrir l’écart entre la réalité et ce qu’il imaginait concernant l’amour et les rapports sociaux.

## Fiche technique
- Titre : Le Fanfaron
- Titre original : Il sorpasso (Le dépassement)
- Réalisation : Dino Risi
- Scénario : Dino Risi, Ettore Scola et Ruggero Maccari
- Production : Mario Cecchi Gori (Fair Film)
- Société de Distribution : Dicifrance et en DVD : LCJ Éditions et Productions
- Musique : Riz Ortolani
- Photographie : Alfio Contini
- Montage : Maurizio Lucidi
- Pays d’origine : Italie
- Format : Noir et blanc – Mono
- Genre : Comédie à l'italienne
- Durée : 105 minutes
- Dates de sortie :
  -  Italie : 5 décembre 1962
  -  France : 27 juin 1963
- Affiche : Macario Gómez Quibus (Espagne)

## Distribution
| - Vittorio Gassman (VF : Georges Aminel) : Bruno Cortona - Jean-Louis Trintignant (VF : Jean-Louis Trintignant) : Roberto Mariani - Catherine Spaak (VF : Claude Chantal) : Lilly Cortona, la fille de Bruno - Claudio Gora (VF : Raymond Loyer) : Daniel Borelli dit Bibi, le fiancé de Lilly - Luciana Angiolillo : la femme de Bruno - Linda Sini : la tante Lidia | - Luigi Zerbinati (it) : il commendatore - Mila Stanić : la fille rencontrée par Roberto à la gare - Franca Polesello : la femme du commendatore - Nando Angelini : Amedeo - Edda Ferronao (it) : la tante Enrica - John Francis Lane (VF : Philippe Dumat) : Alfredo, cousin de Roberto - Annette Stroyberg : la touriste allemande - Jacques Stany : l'automobiliste |

## Analyse

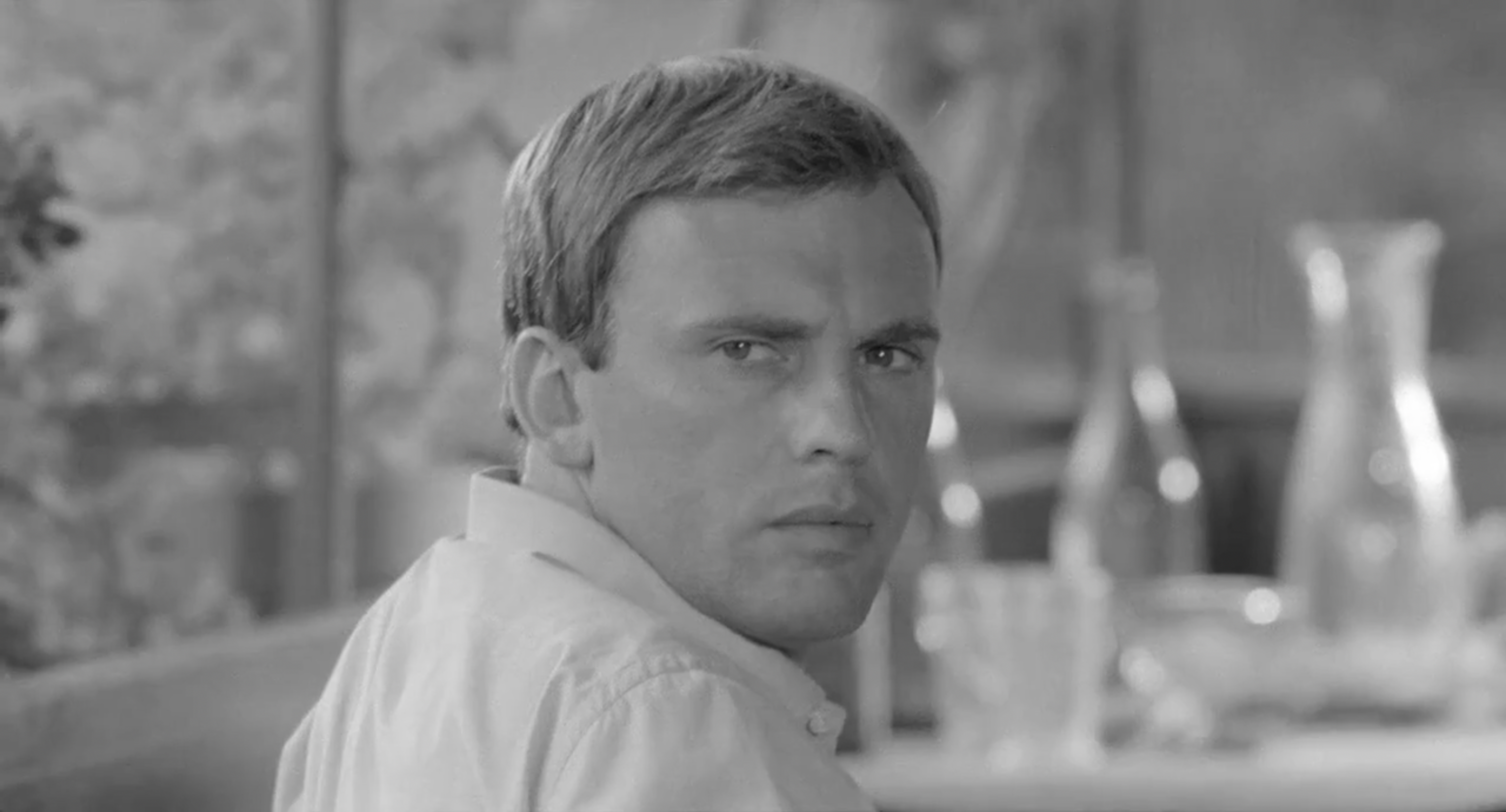
Trintignant dans une scène du film.

La part importante de critiques de la société et des mœurs, bien que mêlées à la présentation comique et divertissante de la comédie, fait du film un manifeste du genre cinématographique de la comédie à l'italienne. L’appartenance à ce genre est néanmoins discutée par de nombreux critiques cinématographiques qui, incapables d’admettre que cet apogée du cinéma de genre vienne mettre en cause le dogme de la « théorie des auteurs », identifient dans le chef-d’œuvre de Risi quelques aspects formels novateurs et originaux. Cependant que le réalisateur déclare : « Il y a les films d’auteur et les films d’équipe. Moi, je fais des films d’équipe ».
Si toutefois l’Italie décrite dans le film est mesquine, fainéante, bourgeoise, hypocrite et bigote, comme dans d’autres représentations cinématographiques précédentes que l’on peut définir de comédie à l’italienne, quelques particularités représentatives de lignes nettes de rupture par rapport à ce genre sont en fait présentes dans le film. Par exemple, les deux protagonistes, Bruno Cortona et Roberto Mariani, dépassent largement la représentation simpliste et caricaturale des comédies. Ceux-ci ont une psychologie complète et définie (le réalisateur était diplômé en psychologie), notamment Jean-Louis Trintignant, qui incarne avec une grande intensité un jeune homme timide, perdant, mais mûr en ce qui concerne son sentiment d’appartenance sociale, attiré par un schéma social de réussite, mais dans un même temps enfermé dans des types de comportement empruntés à la petite bourgeoisie travailleuse romaine.
Le duel psychologique Cortona-Mariani, constamment présent, est un nouvel aspect pour le genre de la comédie. De même, par rapport aux autres films du genre, le recours à la voix off pour exprimer les pensées de Roberto Mariani et la contradiction entre celles-ci et ses actes en compagnie de Bruno Cortona, ainsi que son parcours initiatique, est totalement nouveau. Les protagonistes, du fait de leur différence, s’attirent et se repoussent, et entraînent à leur tour les spectateurs vers deux pôles distincts et contradictoires d’identification sociale, ce qui les distingue fortement des personnages que pourrait créer Alberto Sordi, qui font généralement l’objet d’un léger mépris ou d’une compassion comique.
Le Fanfaron marque une différence supplémentaire par rapport aux autres comédies à l’italienne. La personnalité du réalisateur est plus marquée dans ce film, et son rôle ne se limite pas à la seule participation et aux finitions du scénario. La dynamique des scènes et la succession des plans sont extrêmement élaborées et sont le fruit d’un seul esprit créatif. Parfois le film s’éloigne vers le genre documentaire et les détails d’ambiance sont précis au point de ressembler aux informations cinématographiques que l’on pouvait voir à l’époque au cinéma, comme dans la scène de la guinguette au bord de la mer, lorsque les deux protagonistes commentent les attitudes des danseurs.
Dino Risi ne se contente pas de filmer, mais il mettait aussi lui-même au point les plans-séquences, préparait le rythme des scènes et des répliques, ainsi que du contenu de certaines d’entre elles, laissant ensuite une plus grande place à la créativité des acteurs. Le résultat est léger et amusant dans le style de l’auteur, mais en même temps il se propose comme témoignage, documentaire et satire, s’éloignant beaucoup des limites habituelles de la comédie. À certains moments, par exemple lorsque Roberto Mariani tente de prendre le bus à Civitavecchia, la représentation de la société de l’époque devient ultra-réaliste, presque à la manière de Pier Paolo Pasolini.
Il en résulte un film rythmé par des séquences rapides et les répliques mémorables de Vittorio Gassman terminent des scènes distinctes qui débutent et se terminent avec une certaine continuité, ce qui constitue un schéma très cinématographique.
D’autres éléments formels rendent le film innovant. Le film est en effet considéré par certains comme un véritable road movie, le premier du genre en Italie, puisque le rapport à la route, tout au long de l’histoire, est en fait structurel. C’est la route, dans son rapport actif et passif avec les deux protagonistes, qui signe le déroulement de l’histoire depuis un point de départ précis (la Rome déserte d’un 15 août) jusqu’au tragique virage de Calafuria (it), dans les environs de Quercianella (en), sur la côte toscane.
Cortona et Mariani s’éloignent parfois brièvement de la route, mais ils y retournent toujours finalement, et la route est le symbole d’une nation qui se dirige rapidement vers la fin d’un rêve de bien-être collectif et généralisé. Le saut de la voiture dans le vide, sous le regard curieux de baigneurs distraits, est symbolique. La vie brisée du jeune homme honnête et naïf et le danger représenté par son alter ego Cortona est aussi symbolique. Ceux-ci représentent les deux faces d’un pays à un carrefour de son histoire. La première, telle que décrite au début, sera séduite et mourra, à la fin d’un rêve, laissant le champ libre à l’autre Italie, rusée, individualiste et sans morale. C’est sans doute cette veine pessimiste, cette profonde méfiance envers l’homme italien, envers ses vraies possibilités, envers l’histoire même du peuple italien et cette dure critique de ses habitudes qui fait de ce film une comédie à l'italienne et un chef-d’œuvre du genre selon beaucoup.
D’autres éléments du film peuvent être considérés comme des symboles. Ce n’est pas par hasard que les événements se déroulent sur la via Aurelia, l’artère qui sort de Rome et se dirige paresseusement vers les côtes de Fregene et du haut Latium. C’est en effet la route qui, plus que toute autre durant les années soixante, a représenté le mythe collectif et générationnel des vacances, de l’évasion et du bien-être. La via Aurelia est aussi une forme de synthèse sociale. Son tracé, qui part du centre de la ville, traverse d’abord les quartiers bourgeois de la capitale en croissance, près du centre historique, puis traverse brièvement les quartiers populaires, et, passant rapidement par les derniers secteurs agricoles du Latium, rejoint les plages populaires de la côte ou les petits centres aisés de la région de Fregene, Santa Marinella et se termine à Capalbio, après une multitude de constructions illégales. Les personnes que les deux protagonistes rencontrent durant leur voyage sont en fait un aperçu très précis de la société romaine de l’époque.
Même l’automobile, une Lancia Aurelia B24, est aussi un symbole (la similitude du nom avec la Via Aurelia n’est pas un hasard). L’automobile, disponible en 1956, a d’abord été le prototype de la voiture élégante et raffinée, mais elle est bien vite devenue représentative de la voiture agressive, imposante, au moteur modifié. Dans de nombreuses scènes du film, on peut apercevoir sa carrosserie. Le flanc droit garde les traces du travail d’un carrossier, les réparations sont encore visibles, ce qui montre les mésaventures de la voiture et de son propriétaire. Dino Risi a choisi ce modèle de voiture puisqu’il représente justement le changement de sens d’une idée, celle de l’Italie du miracle économique qui allait bientôt se finir, laissant la place à une société divisée et contradictoire dans laquelle seuls les bons à rien opportunistes et leurs valeurs morales bénéficieraient du bien-être social.
La bande originale a été composée par Riz Ortolani, mais les scènes les plus importantes du film sont rythmées par des morceaux qui étaient très en vogue à cette époque parmi lesquels Saint Tropez Twist de Peppino di Capri, Guarda come dondolo de Edoardo Vianello, et Vecchio frac (ou L’uomo in frac) de Domenico Modugno. Le procédé peut sembler commun aujourd’hui, mais il fut à l’époque très original, et le réalisateur a employé cette méthode pour décrire plus précisément les personnages et leurs sentiments. La scène initiale, dans laquelle Vittorio Gassman erre avec son cabriolet dans les rues de Rome à la recherche d’un tabac ouvert et d’un téléphone, est justement soulignée par un morceau musical plus nerveux qui, d’une part, accentue le surréalisme de la scène et, d’autre part, sonne comme un sombre présage de la fin de la virée.

## Autour du film
- À l’origine, le scénario a été écrit pour Alberto Sordi dans le rôle de Bruno Cortona. La production a ensuite été attribuée à Mario Cecchi Gori qui insista pour attribuer le rôle à Vittorio Gassman. En effet, Alberto Sordi avait un contrat d’exclusivité qui le liait à Dino De Laurentiis.
- Risi avait pensé à deux fins différentes. En plus de celle qui figure dans le film, une autre devait être tournée, dans laquelle Roberto Mariani, excédé par Bruno Cortona, le tue. Mais elle n’a jamais été tournée pour des raisons financières. En plus de ces deux fins envisagées par le réalisateur, la production en avait envisagé une troisième, qui voyait les deux protagonistes s’éloigner vers leur but, ce qui est une image bien plus optimiste et consensuelle.
- Le film ne fut pas très bien accueilli par la critique à sa sortie. Risi raconte que lors de la première projection il n’y avait qu’une cinquantaine de personnes dans la salle. Le succès auprès du public arriva peu à peu, grâce au bouche-à-oreille initié par les premiers spectateurs. Les bénéfices furent ensuite exceptionnels : le film avait coûté environ 300 millions de lires, et il en rapporta presque deux milliards. La consécration par les critiques arriva seulement après les années 1980.
- Le film sortit aux États-Unis sous le nom The Easy Life. Dennis Hopper, le réalisateur du film Easy Rider, s’est inspiré du Fanfaron pour son scénario, qui est considéré comme le chef-d’œuvre du road movie.
- Rodolfo Sonego, dans le livre Il Cinema secondo Sonego, écrit sous la direction de Tatti Sanguineti (it), affirme être le vrai auteur du scénario, qu’il aurait ensuite vendu à Dino De Laurentiis. Il n’y eut néanmoins aucune suite judiciaire, et ni Rodolfo Sonego, ni Dino De Laurentiis ne firent valoir leur droit par voie judiciaire, et Sonego affirme que le résultat produit par Mario Cecchi Gori est très fidèle à son scénario.
- En 2002, à l’occasion du quarantième anniversaire de la sortie du Fanfaron, un Lion d'or fut décerné à Dino Risi pour l’ensemble de sa carrière.
- La scène initiale du film dans laquelle Gassman parcourt les rues désertes de Rome fut tournée dans le quartier de Balduina. Ce quartier, où résidaient de nombreux acteurs et chanteurs, était un symbole du Miracle économique italien. Dans les appartements cossus habitaient de nombreux hauts fonctionnaires, riches entrepreneurs, avocats célèbres, entrepreneurs du bâtiment, appelés avec mépris palazzinari. Gassman circule d’abord dans la Via Luigi Rizzo, qui venait juste d’être terminée pour les Jeux olympiques de 1960, s’arrête pour téléphoner, puis déambule dans les rues du quartier (Via Ugo Bartolomei, Via Appiano, Via Quinto Fabio Pittore, Via Eutropio, Via Ugo de Carolis, Largo Damiano Chiesa, Via Giuseppe Rosso, Via Della Balduina). Il s’arrête à nouveau pour boire à une fontaine dans la Via Proba Petronia, lorsqu’il voit le personnage interprété par Jean-Louis Trintignant accoudé à sa fenêtre.
- Dans un ouvrage consacré à sa vie et à sa carrière, Vittorio Gassman écrit : « Chaque film a une formule chimique qui lui est propre. Le Fanfaron jaillit d'un excellent alambic, où tous les éléments s'étaient facilement fondus. L'amalgame de mon personnage (un jeune type agressif et peu scrupuleux) avec la mélancolie et la réserve de Jean-Louis Trintignant fit merveille ; le symbole de la vrombissante voiture de sport qui lançait notre tandem sur les routes d'une Italie au comble du miracle économique, de la folie immobilière et des chansons, du boom et de la vulgarité, fut également efficace. » Plus haut, Vittorio Gassman note également que « Dino Risi lui ôta le masque expressionniste que Mario Monicelli avait inventé pour l'imposer comme acteur comique ; il fut le premier », dit-il, « à oser me donner le rôle d'un homme quelconque où j'affichais mon vrai visage. » (in : V. Gassman : Un grande avvenire dietro le spalle, Longanesi et C., 1981).
- Dans une interview, Ettore Scola co-scénariste du film commente la superficialité de Bruno Cortona, personnage interprété par Vittorio Gassmann : "Il ne fait que répéter ce qu'il entend. Il aime Garcia Lorca, mais il ne se pose pas de questions sur la vie du poète. il confond Antonioni et Modugno. Il homogénéise. Une attitude typiquement bourgeoise : il abaisse tout à son niveau, pour détruire ce qu'il ne comprend pas". (in : "Un pays tombé entre les mains de filous et d'arrivistes" - Il Fatto Quotidiano - 2012)
- Dans le programme télévisé italien Il Caso Scafroglia, diffusé en 2002, Corrado Guzzanti réalisa une parodie du film, utilisant comme personnages principaux Umberto Bossi (Bruno Cortona) et Giulio Tremonti (Roberto Mariani).
- La voiture est une Lancia Aurélia B24 spider Pininfarina 1955, première automobile de série au monde fabriquée avec un moteur V6.
- Jean-Louis Trintignant explique qu'il fut choisi pour le rôle de Roberto Mariani parce qu'il ressemblait à la doublure utilisée pour faire les scènes où les deux compères sont en voiture[2]. Ces scènes avaient été tournées au début et Jacques Perrin était censé initialement tenir le rôle, mais cela lui fut impossible[1].
- Le chanteur Peppino di Capri, s'il n'apparaît pas dans le film, est mentionné par une des protagonistes qui lui a signé une autographe. Il était alors à ses débuts en Italie et est un artiste majeur du panorama musical italien, avec quarante albums studio publiés de 1958 à 2019.

## Récompenses et distinctions
- 1963 : prix du meilleur réalisateur au Festival international du film de Mar del Plata.
- 1963 : Ruban d'argent du meilleur acteur principal pour Vittorio Gassman.